# 大桥大楼
31°14′53.3″N 121°28′50.66″E / 31.248139°N 121.4807389°E
大桥大楼，原名大桥公寓，坐落于上海市虹口区四川北路85号。1935年初建，由仁昌营造厂承建，为钢筋混凝土的结构。大楼整体为现代派风格，局部采用装饰艺术修饰。大楼原为日本宪兵司令部、淞沪警备司令部和中国银行等机构使用。2005年入选上海市第四批优秀历史建筑。

## 简史
1935年以前，大楼所在的四川北路崇明路一带为老式石库门里弄清云里。1935年，在今址兴建起高7层的现代派公寓大楼，后因其正门朝向四川北路南端的四川路桥，所以通称为大桥公寓。1937年8月，淞沪会战爆发后，日军进入公共租界北区，随即将该处改作驻沪日军宪兵司令部的本部，并于底层添设留置场，用于管押政治犯。除关押中国人外，包括英、美、俄等外国侨民，乃至有所谓“危险思想”的日本人均拘留于此。太平洋战争后，日军扩大此处的关押规模，并将牢房门口改用碗口粗的圆木做为木栅门。到1942年，平均每间关押人数达三四十人。例如鲁迅夫人许广平、美国记者约翰·本杰明·鲍威尔等均于此处羁押过。1945年，日本投降以后，大楼为淞沪警备司令部接收作为稽查处的办公场所使用。1947年，大楼由军方出售予中国银行，并改建为银行员工宿舍。次年起，银行员工逐步搬入其中。2005年10月，大楼入选上海市第四批优秀历史建筑。2013年起，虹口区人民政府开始对大楼进行保护性修缮。

## 建筑
大桥大楼整体采用钢筋水泥的结构，总高七层，共设置有123组套房，占地面积5800平方米，建筑总面积1.16万平米。大楼东西向呈“L”型，南侧多为二居室的套间，东侧则为三居室的套房，每个套房均配备有煤气、暖气和卫浴设备。大楼中部为停车场。目前大楼南部西侧为崇明路小学使用，中央停车场改建为学校操场。此外，大楼配备有深井泵和两部电梯。大楼的建筑风格为现代派，而局部例如扶手和大厅地砖上采用装饰艺术风格，里侧和外侧的东南转角均采用圆角处理。

## 建筑相册

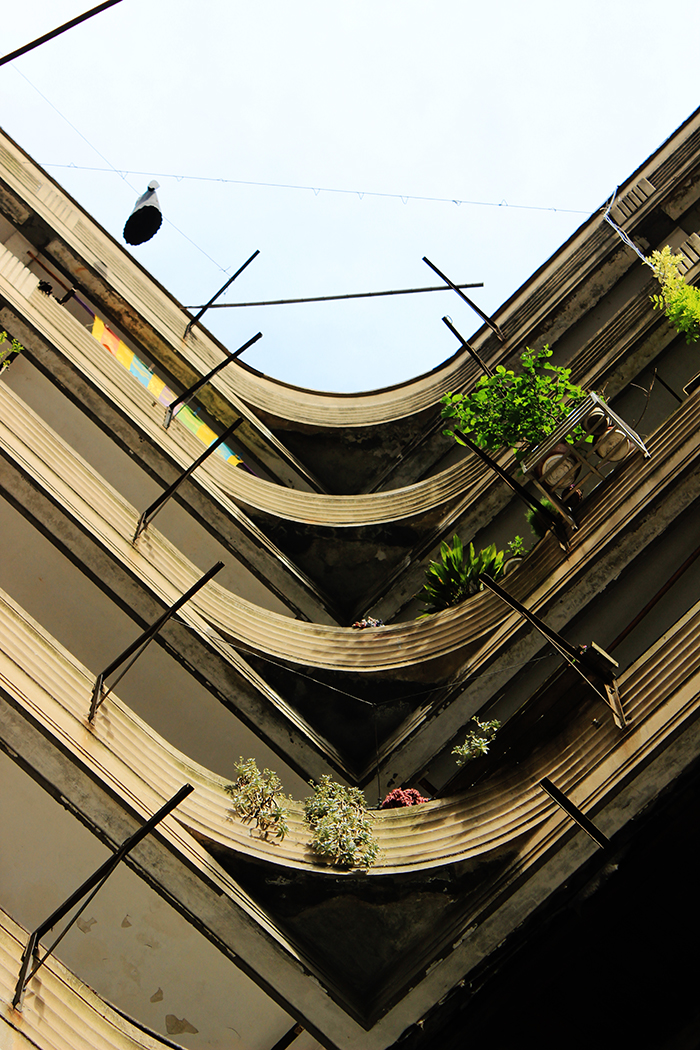
大桥公寓东南方内角圆弧形处理
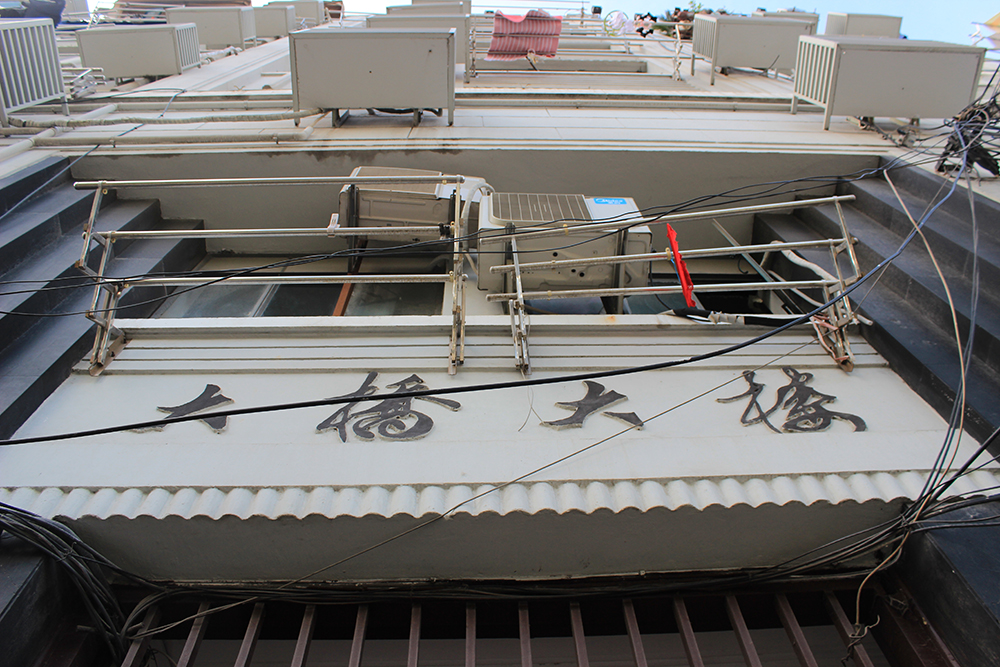
大桥大楼正门上方楼名题字
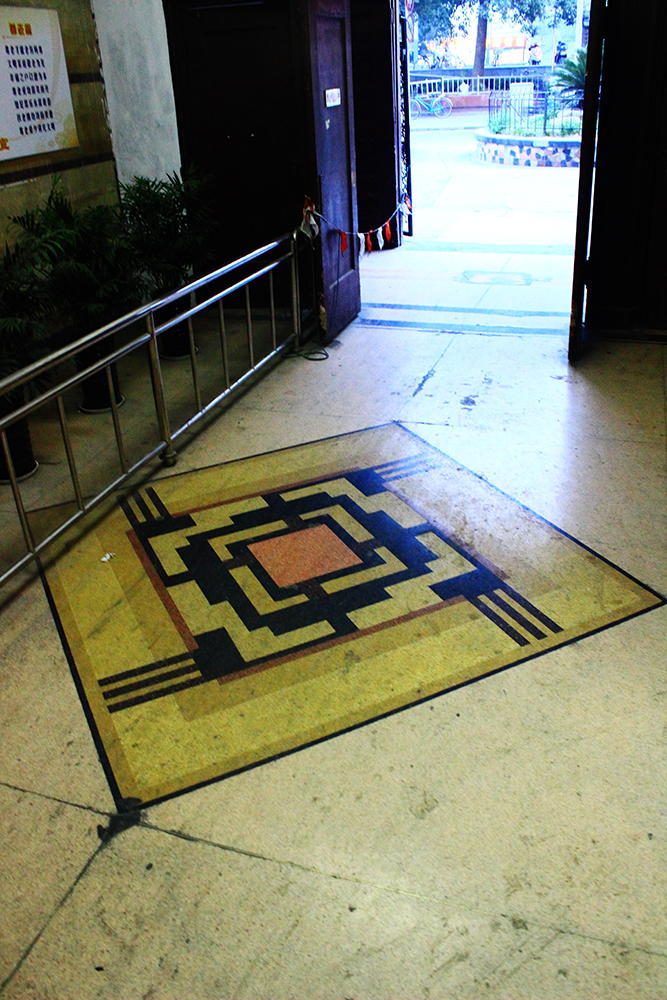
大桥大楼门厅的现代派风格地砖
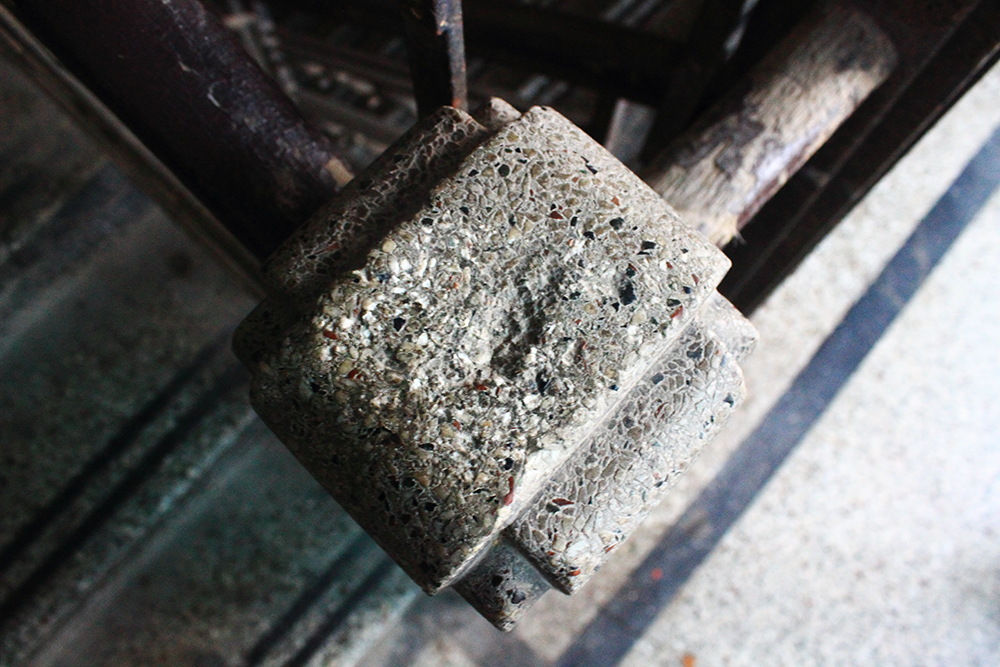
大桥大楼内现代派的扶手俯瞰
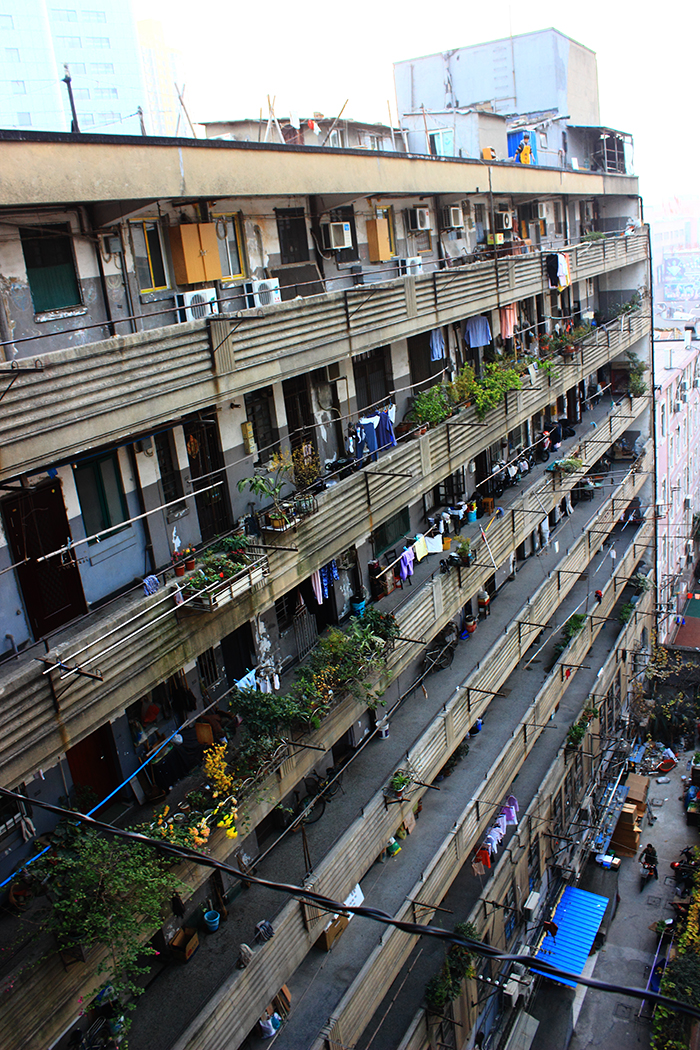
大桥大楼南部内侧